# Hackney Diamonds
| 총 점수             | 총 점수 |
| 출처                | 점수    |
| ------------------- | ------- |
| AnyDecentMusic?     | 7.8/10  |
| 메타크리틱          | 78/100  |
| 평가 점수           |         |
| 출처                | 점수    |
| Classic Rock        | [ 4 ]   |
| The Daily Telegraph | [ 5 ]   |
| Evening Standard    | [ 6 ]   |
| Financial Times     | [ 7 ]   |
| The Independent     | [ 8 ]   |
| Irish Examiner      | [ 9 ]   |
| Irish Times         | [ 10 ]  |
| RTÉ                 | [ 11 ]  |
| The Scotsman        | [ 12 ]  |
| The Times           | [ 13 ]  |

《Hackney Diamonds》는 2023년 10월 20일, 폴리도르 레코드에서 발매된 영국의 록 밴드 롤링 스톤스의 스물네 번째 영국, 스물여섯 번째 미국 스튜디오 음반이다. 이 음반에는 게스트 스타 엘튼 존, 레이디 가가, 폴 매카트니, 스티비 원더, 그리고 전 밴드 동료 빌 와이먼이 참여한다. 이 음반은 2005년의 《A Bigger Bang》 이후 밴드가 처음으로 만든 오리지널 소재의 스튜디오 음반이며, 2019년 선별된 트랙에 기여한 드러머 찰리 와츠의 2021년 사망 이후 밴드의 첫 번째 음반이다. 이 음반은 대체로 긍정적인 평을 받았으며, 일부 비평가들은 이 음반이 수십 년 만에 밴드의 가장 강력한 음반이라고 여긴다. 이 음반은 여러 스포츠 팀과의 교차 홍보뿐만 아니라 전 세계 패션 소매 팝업을 포함한 싱글, 뮤직 비디오, 홍보 스턴트, 머천다이징 등으로 홍보되었다.
《Hackney Diamonds》는 긍정적인 평가를 받았으며, 일부 평론가들은 이 음반을 수십 년 만에 롤링 스톤스의 가장 강력한 작품이라고 평했다. 이 음반은 싱글 〈Angry〉, 〈Sweet Sounds of Heaven〉, 〈Mess It Up〉로 홍보되었으며, 각종 홍보 이벤트와 상품 판매 등을 포함한 대대적인 마케팅 캠페인이 전개되었다.
《Hackney Diamonds》는 영국, 오스트리아, 호주, 그리스, 아르헨티나, 네덜란드, 독일 등 20개국에서 1위를 기록했다. 이 음반은 롤링 스톤스의 14번째 영국 음반 차트 1위 음반으로, 첫 주와 12월 22일에 1위를 차지하며 롤링 스톤스의 첫 번째 크리스마스 넘버 원 음반이 되었다.

## 녹음
롤링 스톤스는 2016년 돈 워스와 함께 녹음한 새로운 소재로 시작했지만 교착 상태에 빠진 블루스 커버 음반 《Blue & Lonesome》과 함께 마지막으로 스튜디오 음반을 발매했다. 기타리스트 키스 리처즈가 확인한 완화 요인으로는 보컬리스트 믹 재거의 새로운 음악에 대한 열정 부족과 리처즈가 관절염으로 인해 그의 연주 스타일을 어쩔 수 없이 적응해야 하는 것 등이 있다. 밴드의 마지막 오리지널 소재 음반은 2005년 《A Bigger Bang》이었지만, 그들은 2012년 컴필레이션 음반 《GRRR!》를 위한 〈Doom and Gloom〉과 〈One More Shot〉과 2020년 싱글 〈Living in a Ghost Town〉과 같은 가끔의 트랙을 계속 발표했다. 수년 동안 그들은 투어를 했지만, 그들이 그룹으로 만났을 때는 음반이 아닌 미래의 공연을 위해 연습하는 것뿐이었다. 이 그룹은 2020년에 시작하는 새 음반을 위해 다시 세션을 녹음했지만, 이는 코로나19 범유행으로 중단되었다. 2021년 스튜디오 작업에서도 몇 곡의 완성된 곡이 나왔지만, 밴드는 스튜디오에서 추진력과 집중을 잃었다. 재거는 2022년 8월 투어가 끝난 후 느린 녹음 과정에 좌절했고, 리처즈에게 2023년 2월 14일을 그들의 새 음반 마감일로 선택하겠다고 제안했다. 리처즈는 드러머 찰리 와츠의 2021년 죽음이 음반의 가치 있는 소재를 마무리하는 데 더 진지해 질 수 있었던 원동력이라고 믿는다.
2022년 중반, 폴 매카트니는 기타리스트 로니 우드에게 앤드루 와트에게 그들의 음반을 계속할 수 있는 밴드의 모습을 제안했고 재거는 오랜 활동에서 새로운 음악을 만들어내는 와트의 접근법을 높이 평가하며 동의했다. 밴드는 와트에게 2022년 말 일렉트릭 레이디 스튜디오에서 그들이 공연하는 것을 볼 수 있도록 초대했고 그는 그해 11월까지 로스앤젤레스의 헨슨 레코딩 스튜디오에서 녹음을 이어받았다. 와트와 함께한 2022년 말과 2023년 초의 추가 녹음에는 두 곡의 새로운 롤링 스톤스 곡에 베이스 기타를 연주하는 매카트니가 포함되었다. 총 약 4주 동안 주요 녹음이 진행되었고, 이어서 2주간의 오버더빙이 진행되었으며 재거의 보컬은 기타 작업이 끝난 후에야 별도로 녹음되었다. 2023년 6월, 전 베이시스트 빌 와이먼은 와트의 추천을 바탕으로 30년 만에 밴드와 함께 녹음을 진행했다고 발표했으며 엘튼 존과의 추가 녹음이 발매에 포함되어 있다. 이 음반에는 와트의 마지막 스튜디오 작업과 드러머 스티브 조던과의 밴드의 첫 스튜디오 작업이 있는 2019년 세션이 포함되어 있다. 음반의 마지막 녹음은 2022년 12월에 시작되었으며 총 23개의 트랙이 2023년 1월에 완료되었고 믹싱은 2월 말 또는 3월 초에 완료되었다. 마지막에는 밴드가 후속 음반을 위한 충분한 재료를 가지고 있었는데 보컬리스트 믹 재거는 《Hackney Diamonds》가 발매되었을 때 75%가 완성되었다고 추정했다. 녹음 과정은 텔레비전 스페셜 《더 스톤스: 스틸 롤링》의 다큐멘터리 제작진에 의해 포착되었다.

## 곡 목록
모든 곡들은 특별한 언급이 없는 한 믹 재거와 키스 리처즈에 의해 작사/작곡하였다.
| #   | 제목                       | 작사·작곡                 | 재생 시간 |
| --- | -------------------------- | ------------------------- | --------- |
| 1.  | 〈Angry〉                  | 재거, 리처즈, 앤드루 와트 | 3:46      |
| 2.  | 〈Get Close〉              | 재거, 리처즈, 와트        | 4:10      |
| 3.  | 〈Depending On You〉       | 재거, 리처즈, 와트        | 4:03      |
| 4.  | 〈Bite My Head Off〉       |                           | 3:31      |
| 5.  | 〈Whole Wide World〉       |                           | 3:58      |
| 6.  | 〈Dreamy Skies〉           |                           | 4:38      |
| 7.  | 〈Mess It Up〉             |                           | 4:03      |
| 8.  | 〈Live by the Sword〉      |                           | 3:59      |
| 9.  | 〈Driving Me Too Hard〉    |                           | 3:16      |
| 10. | 〈Tell Me Straight〉       |                           | 2:56      |
| 11. | 〈Sweet Sounds of Heaven〉 |                           | 7:22      |
| 12. | 〈Rolling Stone Blues〉    | 머디 워터스               | 2:41      |

## 인증
| 국가                               | 인증     | 판매량/출하량 |
| ---------------------------------- | -------- | ------------- |
| 오스트리아 (IFPI 오스트리아)       | 플래티넘 | 15,000        |
| 프랑스 (SNEP)                      | 플래티넘 | 100,000       |
| 독일 (BVMI)                        | 플래티넘 | 200,000       |
| 이탈리아 (FIMI)                    | 골드     | 25,000        |
| 네덜란드 (NVPI)                    | 플래티넘 | 40,000        |
| 폴란드 (ZPAV)                      | 골드     | 10,000        |
| 스위스 (IFPI 스위스)               | 골드     | 10,000        |
| 영국 (BPI)                         | 골드     | 100,000       |
| 판매량+스트리밍을 기반으로 한 인증 |          |               |